# Neomysis patagona
Neomysis patagona är en kräftdjursart som beskrevs av John Todd Zimmer 1907. Neomysis patagona ingår i släktet Neomysis och familjen Mysidae. Inga underarter finns listade i Catalogue of Life.